# Partido Verde (Irlanda)
El Partido Verde (irlandés: Comhaontas Glas; literalmente Alianza Verde) es un partido político de Irlanda. Fundado en 1981 por el educador Christopher Fettes en la ciudad de Dublín con el nombre de Partido Ecologista, luego cambió su nombre por Alianza Verde en 1983 y en 1987 obtuvo su nombre actual.

## Historia
La historia del partido comienza cuando siete candidatos acuden a las elecciones generales de noviembre de 1982, bajo la insignia del Partido Ecologista obteniendo el 0,2% de los votos. En 1983, el partido cambia su nombre a Alianza Verde y concurre a las elecciones del Parlamento europeo en 1984. En estos comicios el fundador del partido obtuvo el 1,9% de los votos en la circunscripción electoral de Dublín. Al año siguiente obtienen su primera victoria al elegir a Marcus Counihan al Consejo del Distrito Urbano de Killarney en las elecciones locales de 1985. A nivel nacional el partido obtuvo el 0,6% de los votos. El Partido continuó su lucha hasta que en las elecciones generales de 1989, y tras cambiar su nombre a Partido Verde, gana su primera silla en el parlamento nacional, el Dáil Eireann, cuando es elegido Roger Garland. En las elecciones generales de 1997 el partido gana un escaño con John Gormley.
Sin embargo, no fue hasta las elecciones generales de 2002 que se da un gran paso adelante, cuando el partido logra elegir seis miembros al parlamento con el 4% del voto a nivel nacional. No obstante, en la elección al Parlamento Europeo de junio de 2004, la colectividad política perdió su escaño en el [^Parlamento Europeo]], el cual había ganado en 1994 y retenido en 1999. Para las elecciones locales de 2004, el Partido Verde logra aumentar su número de concejales de 8 a 18 a nivel de condado, y de 5 a 14 en los consejos de los pueblos, un gran crecimiento a nivel local para un partido pequeño. Entre esos nuevos concejales figuran: Niall Ó Brolcháin, electo en la ciudad de Galway y J. J. Power, electo en Naas, los cuales, cuando son tomados en grupo junto a otros representantes electos en Cork, Donegal, Louth, Wicklow, Clare, Carlow y Kilkenny, representa un gran adelanto sobre la base tradicional del partido percibida en Dublín.

## Liderazgo
El Partido Verde no tuvo un líder nacional hasta el año 2001. En una convención especial celebrada en Kilkenny, el 6 de octubre de 2001, Trevor Sargent fue elegido como el primer líder oficial del partido. Sargent fue reelegido a esta posición en 2003 y nuevamente en 2005. Sin embargo, Sargent renunció a la dirección del partido cuando éste entró en una coalición con Fianna Fáil y los demócratas progresistas.
El 17 de julio de 2007, John Gormley se convirtió en el nuevo líder del partido al vencer a Patricia McKenna por una ventaja de 115 votos (478 a 215). Mary White es la segunda persona de mayor rango dentro del Partido Verde.
El 18 de junio de 2024 Eamon Ryan anunció su intención de apartarse del liderazgo del partido una vez fuera elegido un sustituto. Roderic O'Gorman fue elegido su sucesor.

## Actualidad
El Partido Verde tiene lazos estrechos con su referente en Irlanda del Norte, el Partido Verde en Irlanda del Norte, el cual votó en su convención anual para convertirse en una región del Partido Verde irlandés. Brian Wilson fue el primero en ganar un escaño en la Asamblea de Irlanda del Norte en las elecciones de 2007. El Partido Verde es miembro del Partido Verde Europeo. Aunque anteriormente había adoptado una postura más euroescéptica de la que suele articular la mayoría de los otros partidos verdes de Europa, en 2009 el partido respaldó el Tratado de Lisboa con el apoyo de dos tercios del partido, alineándose con el proeuropeísmo imperante en el Partido Verde Europeo.
El partido tiene también una organización de la juventud conocida como Jóvenes Verdes, que cuenta con varios cientos de miembros a través de todo el país. Fundada en 2002, hace campaña a favor de la protección del medio ambiente, los derechos humanos y más fondos para la educación. La organización está fuertemente asociada a la juventud 
El Comité Ejecutivo Nacional es el comité organizativo del partido. El 6 de enero de 2024 estaba compuesto porRoderic O'Gorman como líder del partido, Róisín Garvey como segunda al mando, Pauline O'Reilly como Presidenta o Cathaoirleach. Otros cargos del comité son el de coordinador nacional, el secretario general, un representante del movimiento juvenil del partido, Young Greens, el tesorero, y diez miembros elegidos anualmente.

## Resultados electorales

### Dáil Éireann
| Elección       | Escaños ganados | ±  | Posición | 1.ª Pref. de voto | %     | Gobierno                                              |
| -------------- | --------------- | -- | -------- | ----------------- | ----- | ----------------------------------------------------- |
| Noviembre 1982 | 0/166           |    | 6.º      | 3.716             | 0,2%  | Extraparlamentario                                    |
| 1987           | 0/166           |    | 8.º      | 7.159             | 0,4%  | Extraparlamentario                                    |
| 1989           | 1/166           | 1  | 6.º      | 24.827            | 1,5%  | Oposición                                             |
| 1992           | 1/166           | 0  | 6.º      | 24.110            | 1,4%  | Oposición                                             |
| 1997           | 2/166           | 1  | 6.º      | 49.323            | 2,8%  | Oposición                                             |
| 2002           | 6/166           | 4  | 5.º      | 71.470            | 3,8%  | Oposición                                             |
| 2007           | 6/160           | 0  | 4.º      | 96.936            | 4,69% | Coalición (con Fianna Fáil y Demócratas Progresistas) |
| 2011           | 0/165           | 6  | 8.º      | 41.039            | 1,8%  | Extraparlamentario                                    |
| 2016           | 2/157           | 2  | 9.º      | 57.999            | 2,7%  | Oposición                                             |
| 2020           | 12/160          | 10 | 4.º      | 155.695           | 7,1%  | Coalición (con Fianna Fáil y Fine Gael)               |
| 2024           | 1/174           | 11 | 8.º      | 66.911            | 3%    | Pendiente de ser anunciado                            |

### Asamblea de Irlanda del Norte
| Elección | Escaños ganados | ±           | Posición | Votos  | %     | Gobierno           |
| -------- | --------------- | ----------- | -------- | ------ | ----- | ------------------ |
| 1996     | 0/110           |             | 11.º     | 3.647  | 0,5%  | Extraparlamentario |
| 1998     | 0/108           |             | 17.º     | 710    | 0,09% | Extraparlamentario |
| 2003     | 0/108           |             | 10.º     | 2.688  | 0,39% | Extraparlamentario |
| 2007     | 1/108           | 1           | 6.º      | 11.985 | 1,74% | Oposición          |
| 2011     | 1/108           | Sin cambios | 7.º      | 6.031  | 0,91% | Oposición          |
| 2016     | 2/108           | 1           | 6.º      | 18.718 | 2,7%  | Oposición          |
| 2017     | 2/90            | Sin cambios | 6.º      | 18.527 | 2,3%  | Oposición          |
| 2022     | 0/90            | 2           | 9.º      | 16.433 | 1,90% | Extraparlamentario |